# Ricardo Confessori

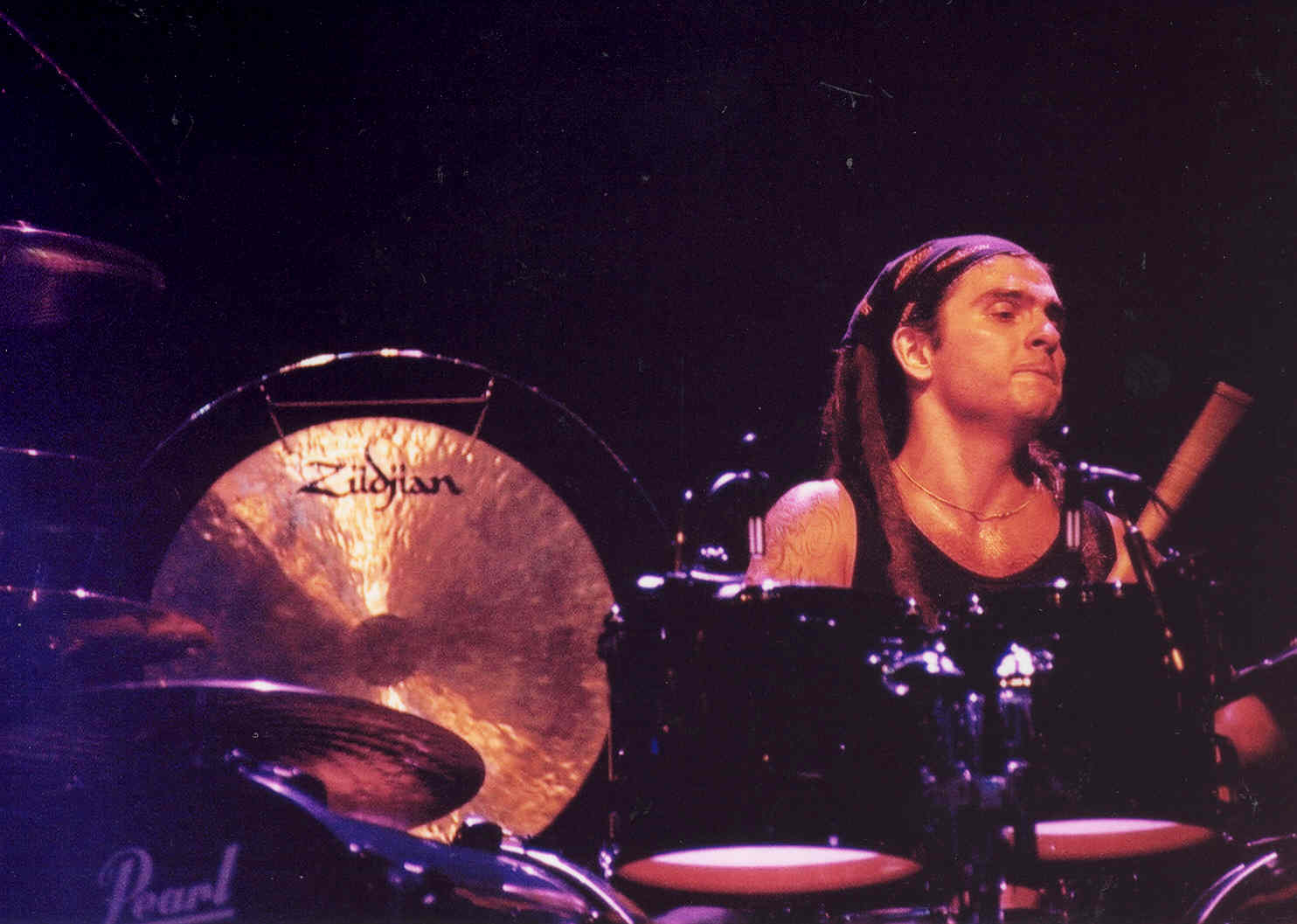

Ricardo Confessori (São Paulo, 25 de janeiro de 1969) é um músico e produtor musical brasileiro.
Confessori é um ex-membro e ex-baterista das bandas Angra e Shaman , no Angra teve duas passagens, além de já ter trabalhado com o grupo Korzus.
Desde 2023, foca em sua banda solo homônima, no qual já lançou 4 (quatro) composições, com participações como: Dan Vasc, Bruno Sutter, Rasta, Mizuho Lin e Guilherme Hirose. 

## Carreira
Iniciou sua vida musical estudando piano clássico durante quatro anos, influenciado por bandas como Rush, Deep Purple, Led Zeppelin, Ricardo se decidiu pela bateria, aos 13 anos.
Seu primeiro trabalho como músico profissional foi na banda Garcia & Garcia, onde gravou o álbum Mr. Fire em 1990. Depois da dissolução da banda, ingressou no grupo Korzus em 1992, onde permaneceu por um ano e meio, realizou uma série de shows e acabou por se desligar do grupo por divergências com a gravadora. Imediatamente após sua saída, em 1993, recebeu o convite para assumir o posto de baterista do Angra, após as gravações de Angels Cry, álbum no qual a bateria ficou por conta de Alex Holzwarth.
No Angra, Ricardo gravou o Holy Land, de 1996, um disco conceitual com ritmos brasileiros. Ainda com o Angra, o baterista gravou o álbum Fireworks, de 1998, que rendeu os singles "Rainy Nights" e "Lisbon", o ao vivo Holy Live (1997), o disco Freedom Call (1996) e o single "Evil Warning" (1994).
Em 2000, três músicos deixam o Angra, entre eles, Ricardo. Os músicos formam a banda Shaman, com outros instrumentistas, e após dois anos, lançam o álbum Ritual, distribuído em mais 15 países e seguido por um CD/DVD ao vivo intitulado RituAlive (2003). Reason, segundo álbum da banda, foi lançado em 2005 e a turnê passou por todas as regiões do Brasil e diversos países da América Latina.
Ricardo participa de diversos workshops importantes pelo Brasil e exterior e é endossado pelos pratos Zildjian, baquetas Vic Firth, peles e bateria Yamaha e Adesivo Personalizados para bumbo e bateria Bauer Design.
Em 2009, na volta para o Angra, participou de uma turnê com a banda Sepultura.
Em 5 de maio de 2014, a assessoria de imprensa da banda divulga que o baterista Ricardo Confessori sai do grupo, o motivo seria ele querer se aventurar por outros projetos. Ele continuaria com a banda até o término da Angels Cry: 20th Anniversary Tour.
Em 2016, realiza shows pelo Brasil, apresentando material das bandas onde passou, acompanhado dos músicos Fabio Carito (baixo, Warrel Dane, ex-Shadowside), Thiago Oliveira (guitarra, Warrel Dane, Seventh Seal), Affonso Jr (guitarra, Revenge, Hardwood) e Alax Willian (vocal, Hardwood). No mesmo ano, participa e produz o álbum “Hypnosis” da banda mineira Silent Cry.
Em 2017, participa da turnê Metal MILF World Tour com a banda Massacration.
Em 2019, acompanhou o baixista Billy Sheehan em sua passagem pelo Brasil.
Atualmente excursionou com a tour Shaman Reunion, assim anunciada a volta dos membros originais à banda. Após o falecimento do vocalista Andre Matos no dia 8 de junho de 2019, a banda seguiu em frente com o novo vocalista Alírio Netto, lançando o álbum Rescue em 2022.
Em 2023 o Shaman terminou suas atividades após comentários de Ricardo em seu Instagram e por suas posições políticas com relação às invasões às sedes dos Três Poderes em Brasília causadas por apoiadores do ex-presidente do Brasil Jair Bolsonaro, também alegando ser um "roqueiro raiz" e criticando os músicos "bluepill" que não têm mentalidade "alfa de verdade" no rock.

## Discografia

### com Shaman
- Ritual (2002)
- Reason (2005)
- Ritualive (2003, ao vivo)
- Immortal (2007)
- Anime Alive (2008, ao vivo)
- Origins (2010)
- Live at Masters of Rock (2011, ao vivo)
- Rescue (2022)

### com Angra
- Live Acoustic at FNAC (EP) (1995)
- Holy Land (1996)
- Freedom Call (1996)
- Holy Live (1997, ao vivo)
- Fireworks (1998)
  - "Rainy Nights" (1998)
  - "Lisbon" (1998)
- Aqua (2010)
- Angels Cry 20th Anniversary Tour (2013, ao vivo)
- Live at Loud Park 2013 (2014, ao vivo)

### com Garcia&Garcia
- Mr. Fire (1990)

### com Massacration
- Metal Milf (2017) (estúdio e ao vivo) Bateria
- Live Metal Espancation (2017, ao vivo)

### Participações

#### com Silent Cry
- Hypnosis (2016) Bateria

### Solo
- Ricardo Confessori e Dan Vasc - Where the Eagles Fly (2023).
- Ricardo Confessori, Bruno Sutter e Rasta - The Dark Passenger (2023).
- Ricardo Confessori e Mizuho Lin - The Shredder (2024).

- Ricardo Confessori, Guilherme Hirose - Into Dark Matter (2024). 